# Claudia Antonia
(Claudia) Antonia (Klassiek Latijn: ANTONIA•CLAUDII•CAESARIS•FILIA) (ca. 30–66) was de dochter van de toekomstige princeps Claudius uit diens tweede huwelijk met Aelia Paetina. Tot 37 n.Chr. werd ze opgevoed door haar grootmoeder van vaderszijde, Antonia minor (die dat jaar stierf). Vanaf toen tot 43, werd ze opgevoed door haar vader.
In 43 huwde ze voor het eerst met Gnaius Pompeius Magnus (familie van Gnaius Pompeius Magnus maior van moederszijde), een man uit een voorname familie. Zijn ouders waren Marcus Licinius Crassus Frugi, die consul was in 27, en Scribonia, kleindochter van Pompeia Magna. Volgens Suetonius werd hij enkele jaren nadien vermoord, omdat hij werd betrapt in bed met zijn favoriete vriend. Cassius Dio stelt echter dat Messalina (uit vrees dat Pompeius een rivaal van Britannicus zou worden) zijn executie beval, zodat Antonia Messalina's halfbroer kon trouwen om de verwantschapsbanden met de Julische familie aan te halen. Diens naam was Faustus Cornelius Sulla Felix.
Faustus Sulla en Antonia trouwden in 47. Ze hadden samen een zoon die nog voor zijn tweede verjaardag stierf. Het kind had dan ook van bij de geboorte een zwakke gezondheid.
Toen Claudius ziek werd en op sterven lag, zou Antonia's stiefmoeder Agrippina minor - aldus Tacitus - haar hebben vastgehouden totdat Nero zeker was van zijn opvolging.
In 58 werd Faustus Sulla op bevel van Nero verbannen en in 62 vermoord. In 65 zou volgens Tacitus het gerucht de ronde hebben gedaan dat Gaius Calpurnius Piso van plan was met Antonia te trouwen, om zijn samenzwering tegen Nero te doen slagen.
Na de dood van zijn echtgenote Poppaea Sabina vroeg Nero aan Antonia hem te huwen. Toen Antonia dit weigerde, beschuldigde Nero haar van poging tot opstand en liet haar executeren.
Met haar stierf het laatste nog levende kleinkind van Nero Claudius Drusus en Antonia minor.

## Voetnoten
1. ↑  PIR2 A 886[dode link]
2. ↑  Tac., Ann. XII 2.1, Suet., Claud. 27.1.
3. ↑  Suet., Claud. 27.2-; Cass. Dio, LX 5.7-9.
4. ↑  Senec., Apocol. Claud. 11.
5. ↑  Claud. 29.2, cf. 27.2.
6. ↑  LX 29.6a.
7. ↑  Tac., Ann. XIII 23.1, Suet., Claud. 27.2.
8. ↑  Tac., Ann. XII 68.3.
9. ↑  Tac., Ann. XIII 47.
10. ↑  Tac., Ann. XIV 57.4.
11. ↑  Ann. XV 53.3-4.
12. ↑  Suet., Nero 35.4.